# Country Life
| Recensione                        | Giudizio      |
| --------------------------------- | ------------- |
| AllMusic                          |               |
| Robert Christgau                  | B+            |
| The New Rolling Stone Album Guide |               |
| Sputnikmusic                      | 5.0 (Classic) |
| Piero Scaruffi                    |               |
| Dizionario del Pop-Rock           |               |
| 24.000 dischi                     |               |

Country Life  è il quarto album in studio della band glam rock inglese Roxy Music pubblicato nel 1974 dalla Island Records.

## Tracce
Tutte le canzoni sono scritte da Bryan Ferry, eccetto quelle annotate.

### LP
Lato A (ILPS.9303-A)
1. The Thrill of It All – 6:23
2. Three and Nine – 4:01 (Bryan Ferry, Andrew Mackay)
3. All I Want Is You – 2:56
4. Out of the Blue – 4:26 (Bryan Ferry, Phil Manzanera)
5. If It Takes All Night – 3:09

Lato B (ILPS.9303-B)
1. Bitter-Sweet – 4:51 (Bryan Ferry, Andrew Mackay)
2. Triptych – 3:09
3. Casanova – 3:23
4. A Really Good Time – 3:44
5. Prairie Rose – 5:13 (Bryan Ferry, Phil Manzanera)

## Formazione
- Bryan Ferry - voce, tastiere
- Phil Manzanera - chitarra
- Edwin Jobson - strumenti a corda, sintetizzatore, tastiere
- Andrew Mackay - oboe, sassofono
- John Gustafson - basso
- Paul Thompson - batteria

Note aggiuntive
- Roxy Music e John Punter - produttori (per la E.G. Records)
- Registrazioni effettuate al AIR Studios di Londra (Inghilterra), estate 1974
- John Punter - ingegnere delle registrazioni
- Steve Nye, Sean Milligan, Paul Nunn e Michael Sellers - assistenti ingegnere delle registrazioni
- Bob Bowkett (at C.C.S.) - artwork copertina album
- Bryan Ferry - art direction copertina album
- Nicholas de Ville - design copertina album
- Eric Boman - foto copertina album[11]

## Classifica
Album
| Anno | Classifica            | Posizione raggiunta |
| ---- | --------------------- | ------------------- |
| 1974 | Official Albums Chart | 3                   |
| 1975 | Billboard 200         | 37                  |

Singoli
| Anno | Titolo del brano  | Classifica             | Posizione raggiunta |
| ---- | ----------------- | ---------------------- | ------------------- |
| 1974 | All I want is you | Official Singles Chart | 12                  |